# Alberto Gusmeroli
Alberto Luigi Gusmeroli (Varese, 27 febbraio 1961) è un politico italiano, deputato della XVIII e XIX legislatura della Repubblica Italiana con la Lega Nord.

## Biografia
Nato a Varese, è cresciuto ad Arona, dove ha frequentato le scuole.
Laureato in economia all’Università degli Studi di Pavia, indirizzo finanza aziendale e credito, esercita l’attività di commercialista, e ha insegnato in scuole secondarie di secondo grado. A partire dal 1997 ha esercitato il ruolo di revisore dei conti per diverse amministrazioni provinciali e comunali.
È stato membro del collegio sindacale di diverse società italiane tra cui Terna, Versalis, Enel e Agea.

## Attività politica

### Sindaco di Arona
Alle elezioni amministrative del 2010 è stato eletto sindaco di Arona con il 41,60% dei voti alla guida di una coalizione composta da Lega Nord e liste civiche, mantenendo le deleghe a Bilancio, Lavori pubblici e servizi sociali. Nel 2015 è stato rieletto con il 53,43%.
Alle elezioni amministrative del 2020 è stato eletto consigliere comunale di Arona con 1914 voti di preferenza pari al 27,34% dei voti, è stato poi nominato vicesindaco e assessore ai lavori pubblici e al bilancio nella giunta guidata da Federico Monti (Lega).

### Attività parlamentare
Alle elezioni politiche del 2018 è stato eletto alla Camera dei Deputati nel collegio uninominale Piemonte 2 - 02 (Novara) per la coalizione di centrodestra in quota Lega, ottenendo il 45,87% e superando Davide Crippa del Movimento 5 Stelle (25,08%) e Franca Biondelli del centrosinistra (22,99%).
Dal 21 giugno 2018 è stato Vicepresidente della Commissione Finanze, incarico poi rinnovato il 29 luglio 2020 sino al termine della XVIII legislatura.
Alle elezioni politiche del 2022 è stato rieletto alla Camera per il centrodestra nel collegio uninominale Piemonte 2 - 02 (Novara) con il 52,66% dei voti, superando Emanuela Allegra del centrosinistra (25,38%) e Vittorio Barazzotto di Azione - Italia Viva (8,54%). 
Dal novembre 2022 è stato eletto Presidente della Commissione Attività produttive, commercio e turismo della Camera dei deputati. È stato membro della Commissione Bilancio e successivamente della Commissione Finanze.

## Opere
- A. Gusmeroli, Cambiare il mondo si può! Arona, un modello esportabile, Promossola, 23 marzo 2018, ISBN 8894256847.
- M. Bitonci, A. Gusmeroli, G. Menotti, M. Villani, R. Pasquini, F. Stella, Non ne fisco più! #FlatTaxation. Come uscire dalla crisi con un fisco più equo e semplice, BTT, 2021, ISBN 1280487062.